# Gomesi

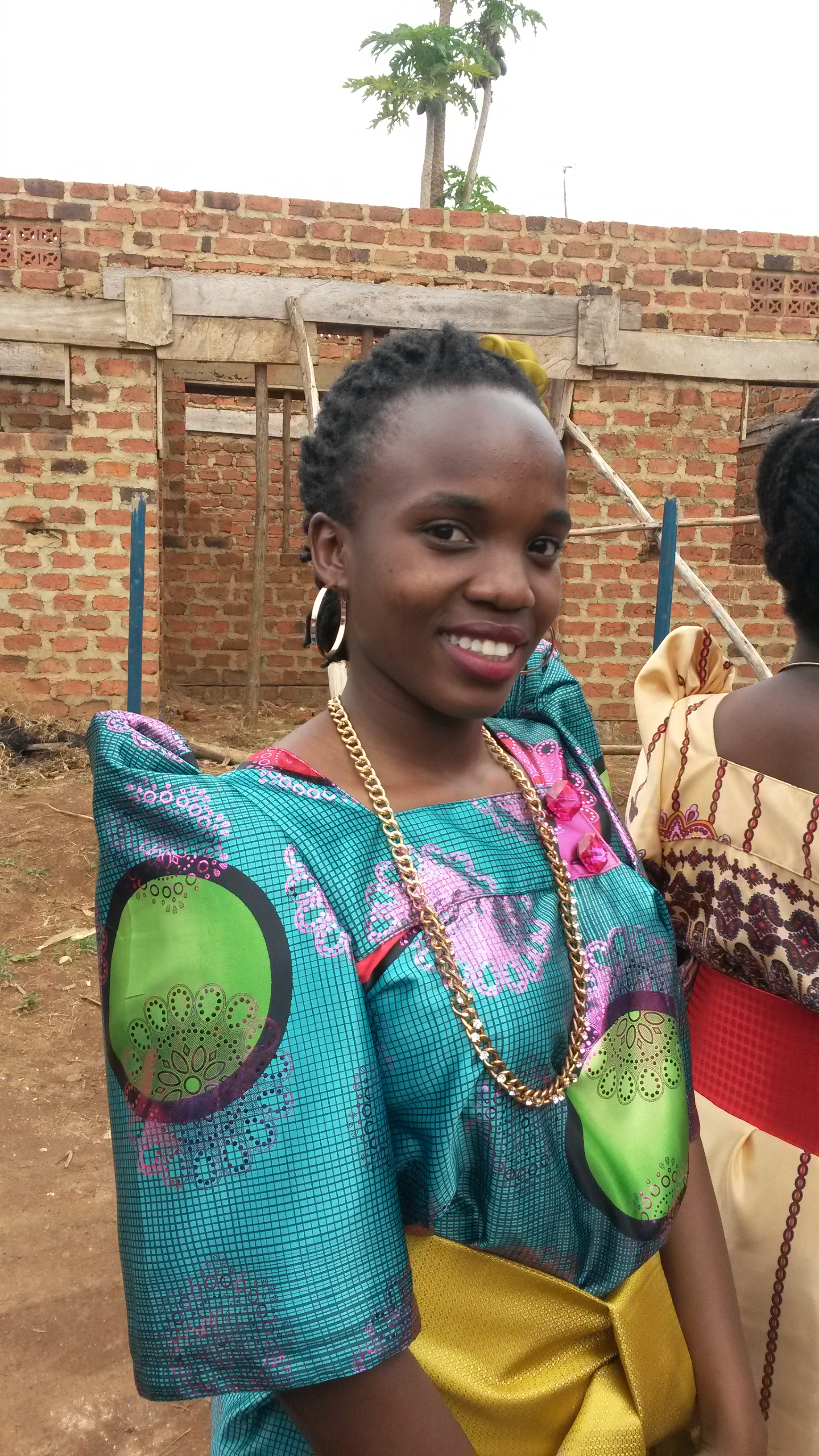
Jeune femme ougandaise portant un gomesi multicolore.

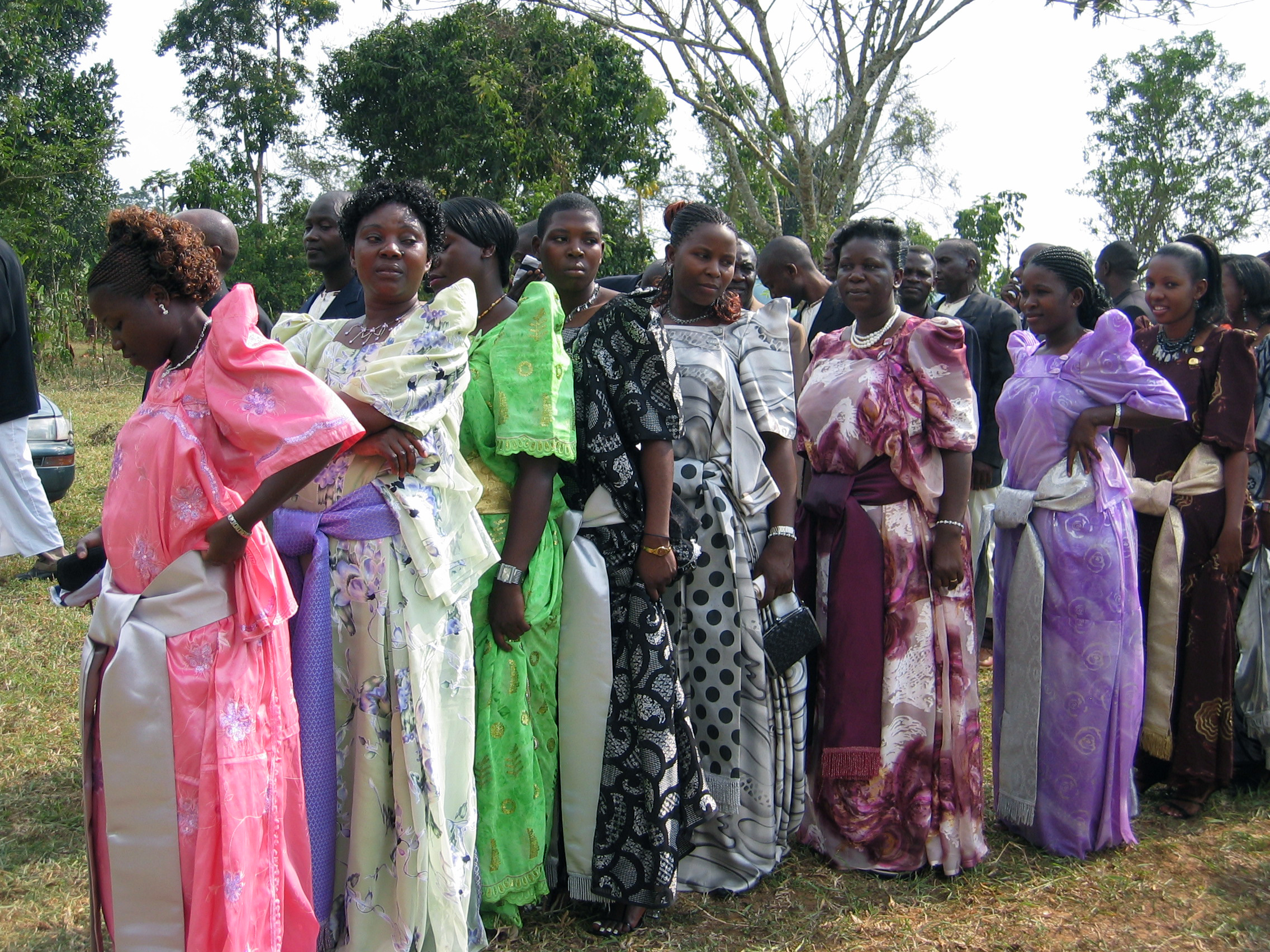
Femmes portant le gomesi lors d’un mariage à Kampala.

Le gomesi (ou busuuti) est un vêtement traditionnel des femmes ougandaises, considéré comme le costume national et porté lors d’événements formels tels que les mariages et les enterrements.

## Origines
Le gomesi serait largement antérieur à l’arrivée des Européens et des Indiens en Ouganda, mais était fabriqué en écorce. Les Européens ont introduit la culture du coton et les Indiens la soie et le satin, ainsi que les teintures de couleurs vives. Les Bagandas furent les premières à porter le gomesi moderne, dont l’usage fut ensuite adopté par les autres ethnies ougandaises.

## Aspect
Il s’agit d’une robe de couleur vive, tombant jusqu’aux chevilles, avec un décolleté carré et des manches courtes et bouffantes. Une étole ceint les hanches, sous la taille. Un kanga porté en sous-vêtement empêche la robe de coller au corps. Sa fabrication peut nécessiter jusqu'à six mètres de tissu.